# Jørgen Mohr

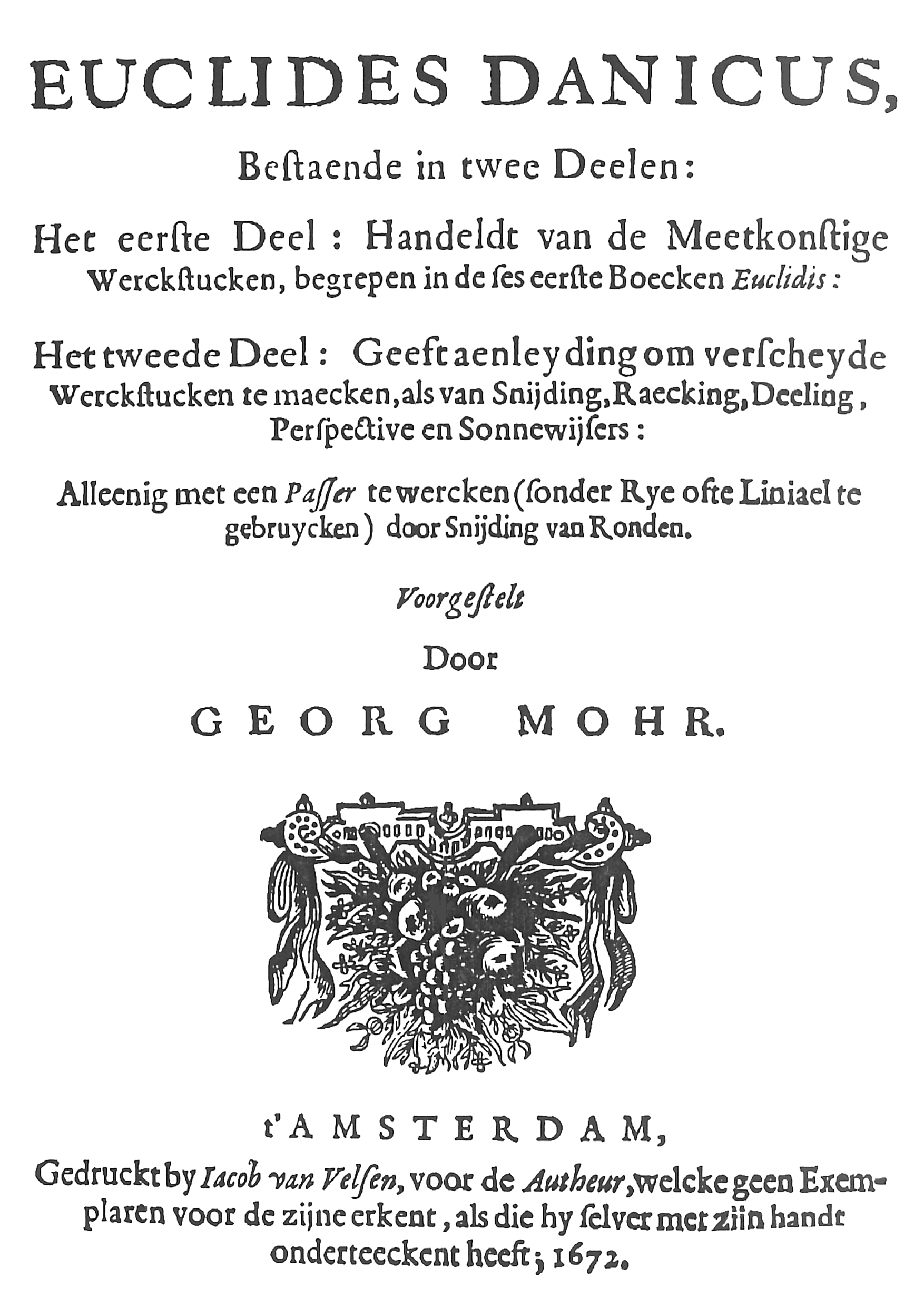
Esta es la portada de la versión holandesa de su libro Euclides Danicus

Jørgen Mohr (más conocido como Georgius Mohr o Georg Mohr) (1 de abril de 1640 - 26 de enero de 1697) es un matemático danés, que ejerció en Holanda, Francia y Gran Bretaña.
Mohr estableció un siglo antes que Lorenzo Mascheroni un importante resultado sobre las construcciones con regla y compás, llamado teorema de Mohr-Mascheroni. Su demostración fue publicada en su obra Euclides Danicus, pero no recibió demasiada atención y su resultado pasó largamente desapercibido. Mascheroni lo redescubrió en 1797.

## Biografía
Mohr nación en Copenhague, su padre David Mohrendal era un hombre de negocios.
A comienzos de 1662 viajó a los Países Bajos a estudiar matemáticas con Christiaan Huygens. En 1672 publicó su primer libro, Euclides Danicus (El Euclides Danés), de forma simultánea en Copenhague y Ámsterdam, en danés y neerlandés respectivamente; en este libro se encuentra una prueba del Teorema de Mohr-Mascheroni, 125 años antes que lo hiciera Lorenzo Mascheroni, este teorema no se haría reconocido hasta su redescubrimiento en 1928.
Mohr luchó en la guerra franco-neerlandesa entre 1672 y 1673, y fue hecho prisionero por los franceses. En 1673, publicó su segundo libro, Compendium Euclidis Curiosi.